# 甲苯二异氰酸酯
甲苯二异氰酸酯 (TDI)是一种有机化合物，化学式为CH3C6H3(NCO)2。在六种可能的异构体中，有两种作为商品是重要的：2,4-TDI (CAS: 584-84-9)和2,6-TDI (CAS: 91-08-7)。2,4-TDI以纯态生产，但是TDI作为商品，通常是80/20或65/35比例的混合物（2,4-与2,6-异构体之比)。它被大量生产，在2000年占着34.1%的国际异氰酸酯市场份额，仅次于MDI。在2000年约有14亿公斤的产品。

## 合成
2,4-TDI可以通过三步反应由甲苯经2,4-二硝基甲苯和2,4-二氨基甲苯（TDA）制备。最后，TDA经过“光气化”得到TDI。最后一步产生了氯化氢副产物——工业盐酸得到主要来源。
蒸馏TDI的混合物可以得到2,4-和2,6-异构体80:20的混合物（又称TDI (80/20)），进一步分离可以得到纯净的2,4-TDI和65:35的2,4-和2,6-异构体的混合物，又称TDI (65/35)。

## 应用
TDI的异氰酸根官能团和羟基反应，生成氨基甲酸酯，它的两种位置的异氰酸根以不同速率反应：4-位的大约比2-位的活泼4倍。2,6-TDI是一个对称的分子，因此其中的两个异氰酸根活泼性相似。但是，由于两个异氰酸根连接着同一个芳环，一个异氰酸根的反应会改变另一个异氰酸根的反应性。
甲苯二异氰酸酯常被用于生产柔性聚氨酯泡沫。

## 健康危害
TDI的LD50为5800 mg/kg（口），LC50为610 mg/m3（蒸汽）。根据这个剂量，尽管归属于“低毒”，但是仍然被欧洲共同体划分到“剧毒品”之中。
在美国，OSHA设置了一个允许暴露极限0.02 ppm (0.14 mg/m3)，而NIOSH却没有，因为它被划分到可能的职业性致癌物中。
关于TDI的防护设备、暴露监控、运输、储存、采样与分析、事故处理、健康和环境的主题都可参见文献。

## 拓展链接
- International Chemical Safety Card 0339 （页面存档备份，存于）
- IARC Monograph: "Toluene Diisocyanates" （页面存档备份，存于）
- NIOSH Pocket Guide to Chemical Hazards （页面存档备份，存于）
- NIOSH Safety and Health Topic: Isocyanates（页面存档备份，存于）, from the website of the National Institute for Occupational Safety and Health (NIOSH)
- International Isocyanate Institute http://www.diisocyanates.org （页面存档备份，存于）